# De Maas- en Waalsche Bank Kneppers & Co.
De De Maas- en Waalsche Bank Kneppers & Co. was een Nijmeegse bank die tussen 1892 en 1925 heeft bestaan.

## Geschiedenis
Op 22 december 1891 gaan Joshepus Hermanus Henricus Kneppers en Jaobus Joannes Aloijsus Kneppers een vennootschap aan. Het vennootschap heeft ten doel: Het drijven van bankiers- en kassierszaken en van den commissiehandel in effecten. De firma is gevestigd in Nijmegen onder de naam "De Maas- en Waalsche Bank Kneppers & Cie".
In 1898 treedt J.G. Jurgens, kandidaat-notaris, toe als mede-beherend vennoot. De bank overleeft de bankencrisis van 1924 niet. Een overname door een grote bank mislukt en de bank staakt haar betalingen. Medevennoot en bankier J. G. Jurgens wordt kort erna aangehouden en veroordeeld voor verduistering.

## Gebouw
In Um 1800 stijl ontwerpen Alphonsus Maria Leonardus Aloysius Jacot en Willem Oldewel het gebouw in 1902 in opdracht van de Maas en Waalsche Bank. In 1925 neemt de Amsterdamsche Bank het gebouw over en vestigt hier een bijkantoor tot 1948. Nadien neemt een ijzerhandelaar het pand over. Vanaf 1979 zit hier Hoogenboom Herenmode. Het gebouw heeft de status van Gemeentelijk monument.